# Hrubieszów
Hrubieszów là một thị trấn thuộc huyện Hrubieszowski, tỉnh Lubelskie ở đông-nam Ba Lan. Thị trấn có diện tích 33 km². Đến ngày 1 tháng 1 năm 2011, dân số của thị trấn là 18318 người và mật độ 555 người/km².